# フォーチュン・テラー
フォーチュン・テラー（Fortune Teller）は、アラン・トゥーサンがナオミ・ネヴィル名義で作詞作曲した楽曲。最初にレコーディングをしたのはベニー・スペルマンで1962年にミニット・レコードのシングル「リップスティック・トレイセズ (オン・ア・シガレット)」のB面としてリリースされた。
歌詞の中で登場する若い男性が占い師から「次の陽が昇ったら」彼には恋人ができると告げられ喜ぶ。しかし、翌日になっても何も起こらなかったことに腹を立てた彼は苦情を言いに再び占い師の下へ行き、彼女と恋に落ちてしまう。二人は結婚をして「この上ない幸福を手に入れ」、更に彼は「タダで占いをしてもらえる」という落ちが付く。

## カバー・バージョン
ローリング・ストーンズ、ホリーズ、ザ・フー、イギー・ポップなど多くのアーティストがこの曲をカバーしている。その中で唯一ポップ・チャート入りをしたのはサンディエゴのバンド、ハードタイムズのバージョンで、1966年後半に97位を記録した。ロバート・プラントとアリソン・クラウスの2007年リリースのアルバム『Raising Sand』でも取り上げられている。
この曲はオーストラリアでも人気となった。スロブがレコーディングし1966年2月にリリースしたバージョンの売り上げはローリング・ストーンズのバージョンを凌ぎ、アデレード（4位）、ブリスベン（1位）、メルボルン（2位）、シドニー（6位）の各都市で上位ヒットを記録している。
この曲は2005年のドキュメンタリー映画「Make It Funky!」中でアラン・トゥーサンが演奏する自作曲のメドレーに含まれている。この映画はニューオーリンズの音楽の歴史がリズム・アンド・ブルース、ロックンロール、ファンク、ジャズに与えた影響について提示する内容となっている。

### 主なカバー・バージョン
| 年     | アーティスト名                                       | 収録アルバム                            |
| ------ | ---------------------------------------------------- | --------------------------------------- |
| 1963年 | マージービーツ                                       | ※シングル・リリース Fontana TF 412      |
| 1964年 | ローリング・ストーンズ                               | 『Saturday Club』                       |
| 1965年 | トニー・ジャクソン・ウィズ・ザ・ヴァイブレーションズ | ※シングル・リリース Pye 7N 15766        |
| 1965年 | ジョン・フレッド                                     | ※シングル・リリース Paula 225           |
| 1965年 | ホリーズ                                             | 『Hollies』                             |
| 1965年 | リヴィエラズ                                         | 『Campus Party』                        |
| 1966年 | スロブ                                               | ※シングル・リリース Parlophone A8191    |
| 1966年 | ズィー・シクスペンス                                 | ※シングル・リリース All American 313    |
| 1966年 | ハードタイムズ                                       | 『Blew Mind』                           |
| 1967年 | ファイヤー・エスケイプ                               | 『Psychotic Reaction』                  |
| 1987年 | ローズ・オブ・ザ・ニュー・チャーチ                   | 『Dance with Me (1987 Version)』        |
| 1993年 | イグアナス                                           | 『The Iguanas』                         |
| 1995年 | ザ・フー                                             | 『Live At Leeds（25周年エディション）』 |
| 2000年 | シリル・ネヴィル                                     | 『New Orleans Cookin'』                 |
| 2007年 | ロバート・プラント/アリソン・クラウス                | 『Raising Sand』                        |
| 2012年 | ジョン・クリアリー                                   | 『Occapella!』                          |